# Umetni splav
Umetni splav ali umetna prekinitev nosečnosti je medicinski poseg, ki se opravi na zahtevo nosečnice. Najpogostejša metoda za prekinitev nosečnosti v prvih dvanajstih tednih sta razširitev (dilatacija) materničnega vratu in izpraskanje ali posrkanje zarodka (abrazija ali vakuumska aspiracija) iz maternične votline. 
Po trinajstem tednu se dokonča nosečnost tako, da se sprožijo popadki s solno raztopino ali s prostaglandini. Bolj poredko se opravlja mali carski rez.
V sodobni družbi se odvija debata o moralnosti splava - predvsem zaradi vprašanja, ali je zarodek oseba ali ne. Razvila so se gibanja (pogosto iz verskih krogov), ki zahtevajo prepoved umetnih splavov.
Zakonit umetni splav, ki ga v razviti državi na varen način izvede strokovnjak, je med najvarnejšimi posegi v medicini.

## Zakonodaja
Po svetu so zakoni o umetnem splavu različni in segajo od popolne nelegalnosti, do legalnosti v določenih primerih (ogroženost matere, poškodbe zarodka, družbeni dejavniki, posilstvo), do legalnosti splava na zahtevo.
V sodobni  zakonodaji v Evropski Uniji edino zakonodaja Malte prepoveduje umetni splav v vseh primerih, celo v primeru ogroženosti življenja matere.
V Republiki Sloveniji je bil z Ustavo leta 1991 potrjena v Jugoslaviji dosežena pravica do svobodnega odločanja o rojstvu otrok (55. člen), kot osnovna človekova pravica.
Leta 1948 je Nürnberški vojaški tribunal potrdil v zadevi Združene države pr. Greifelt in soobtoženi, da je prisiljevanje žensk v splav (na primer na rasni osnovi) hudodelstvo zoper človečnost. Ulrich Greifelt je bil vodja Centralnega urada za vprašanja rase in naselitve (RuSHA,Rasse- und Siedlungshauptamt) .

## Gibanje proti splavu
Kot odziv na vedno bolj razširjeno zakonitost umetnega splava na zahtevo so se pojavila gibanja, ki splavu nasprotujejo in ga smatrajo za nemoralno dejanje.

## Etični in verski pogledi na umetni splav

### Etični in moralni vidik v povezavi z umetnim splavom
Ko govorimo o spoštovanju življenja od spočetja dalje, se je potrebno zavedati, da se zdravniki opirajo na temeljno načelo oziroma etični kodeks, na Hipokratovo prisego, ki se glasi: »Nobeni ženski ne bom dal pripomočka za uničenje telesnega plodu.« Danes se izmed mnogih organizacij v povezavi z argumenti proti splavu zavzema le Mednarodni odbor za pravice nerojenega otroka, saj je pravica nerojenega otroka ena od temeljnih človekovih pravic, o kateri bi morali razpravljati tudi v OZN. Prizadevanja proti umetnemu splavu oziroma zavzemanje za pravice nerojenega otroka vključuje govor o spoštovanju življenja od spočetja dalje. Na podlagi različne zakonodaje naj bi udejanjili zaščito tudi na državni ravni, saj bi se le na ta način posledično zmanjšalo število opravljenih splavov, ki so v nasprotju z vsemi zakonitostmi življenja, družbe in hkrati pomenijo tudi razvrednotenje življenja v njegovem temeljnem bistvu. Nespoštovanje življenja od spočetja dalje je v bistvu najstarejša »vojna« človeštva, ki ne pojenja in zajema tako razvite kot tudi nerazvite države sveta. Danes je zelo pogost razlog, ki to ni, oziroma izgovor, da zdravniku sama zakonodaja omogoča, da se ženski omogoči splav iz tako imenovanih »socialnih razlogov« (kadar gre za neželeno nosečnost); npr. zaradi revščine ali podobnega; v resnici pa gre pri tem za najbolj barbarski način, še zlasti pa je to povsem nesprejemljivo, če se na zakonodajo sklicuje sam zdravnik. Danes namreč že obstajajo različne agencije, ki omogočajo družinam brez otrok posvojitev, ki se občasno tudi uresničuje celo prek celin. Posebnost Evrope je tudi v njeni izredno visoki starosti in številu opravljenih splavov, ki je izredno veliko in ne pojenja. Tovrstno posredovanje otrok preko agencij bi bilo najbolje, da bi ga opravljale humanitarne organizacije, saj jih prvenstveno ne zanima dobiček in so tudi spričo svojega karitativnega delovanja zavezane moralno-etičnim normam v okviru svojega poslovanja. Države bi omenjeno problematiko najlažje razrešile na način, da bi znotraj svojega parlamenta vzpostavile ustrezno zakonodajo, ki bi ne glede z ekonomsko protivrednostjo ali brez nje; slednja omogočila donositev tudi tistih žensk, ki so imele nezaželeno nosečnost; in bi posledično kot »nadomestne matere« po rojstvu otroka oddale v posvojitev; seveda če si ne bi že premislile in ga tudi obdržale. Ocenjuje se, da je v Sloveniji bilo v pol stoletja opravljenih približno pol milijona splavov, kar je seveda izredno veliko število za državo, ki ima približno dva milijona prebivalcev (Dolenc 2019, 29). Spoštovanje človeškega življenja od spočetja dalje je temelj zdravniške etike in posledično tudi iz nje izhajajoče morale; navsezadnje to določa tudi in iz teh predpostavk izhaja Deklaracija mednarodnega komiteja o pravicah nerojenega otroka, ki je nastala na Dunaju leta 1986; z ugotovljenimi zaključki, da ima vsak nerojeni otrok pravico do življenja in da je pravni subjekt, ki ima pravico do zdravljenja in do zdravstvene zaščite. Iz vsega tega pa izhaja tudi dolžnost staršev, da varuje življenje in zdravje nerojenega otroka – predvsem sleherna mati. Do zdaj pa velja načelo, ki je sledeče: namreč, da »postane človeški plod subjekt skladno po rimskem pravu šele po končanem porodu; to je po ločitvi od matere, in ob začetku samostojnega življenja« (Dolenc 2019, 30). Obstaja pa raziskava na temo gledanja embrija oziroma zarodka kot človeka; in sicer po opravljeni raziskavi, ki so jo opravili bioetični raziskovalci Univerze v Freiburgu; kdaj je embrio človek; kar tretjina vprašanih navede, da je embrio človek, že preden se vgnezdi v maternico, za četrtino vprašanih pa je človek šele, ko se embrio šest dni po oploditvi »vraste«. 40% ostalih anketirancev pa je prepričano, da postane človek šele kasneje( Dolenc 2019, 31). Pri tem pa velja omeniti stališče, da človek postane že med oploditvijo; in o tem vprašanju oziroma stališču se je izjasnilo samo 7,9% vprašanih (Spiegel, 22.-30.5. 2005, str. 134). Anton Dolenc v delu: Medicinska deontologija, v tretjem delu, izpostavi vprašanje morebitne nečloveškosti ob dejstvu, da bi nosečnica, ki želi splaviti, predhodno opravila pogovor, ki bi bil pojasnilne narave, saj bi ji bil v njem razkrit in obrazložen postopek in možnost, po katerem bi morebiti otroka lahko prepustila ljudem, ki so željni starševstva, država pa bi nad tem vse skupaj bdela. Problem je, ker je v samem svetovnem procesu liberalizacije splava, vse prepogosto prisotna približnost oziroma površnost; primer ko se obravnava umetni splav le kot neko zasilno dejanje oziroma reševanje »ženske stiske«; ne pomisli pa se na širše družbene posledice, saj bi to ustvarilo nevarno »družbeno komponento«; ker lahko vodi v stvar, ki je onkraj samo prizadete ženske, ampak se dotika zlasti »področja miselnosti naroda, socialne patologije družbe, deviacije zdravstvene morale in nezrelosti ali celo neodgovornosti in kratkoročnosti«; kratkoročnosti v smislu samega vrha državne politike ( Dolenc 2019, 34-35). Glede varovanja človeškega življenja od spočetja dalje, pa je poznana še mednarodna, temeljna zahteva oziroma zapoved iz mednarodnega kodeksa zdravniške etike: »človeško življenje bom v največji meri spoštoval od spočetja dalje – prvobitna Ženevska zdravniška zaobljuba (SZZ, 1948). Velja pa še omeniti Deklaracijo o terapevtski prekinitvi nosečnosti, SZZ, Oslo, 1970; kjer je prekinitev nosečnosti dopustna le kot terapevtski ukrep (Dolenc 2019, 39). Glede umetnega splava oziroma medicinsko indiciranega splava, pa obstaja Deklaracija o etičnih vidikih embrijske redukcije; ki govori o tem, da do večplodne nosečnosti prihaja pri razmnoževanju, ki je asistirano; vse to pa ima velike posledice za oziroma na telesno zdravje matere, saj tudi mnenje Svetovnega zdravniškega združenja (SZZ) izhaja iz tega, da se naj ne bi vsadilo več kot dveh zarodkov hkrati, zato tudi priporoča redukcijo oocitov, pri tem pa mora zdravnik z svojo presojo zmanjšati stopnjo tveganja na najmanjšo možno mero; saj če gre za nosečnost z več kot tremi plodovi; to pomeni medicinsko indicirani splav; pri tem pa ni potrebno upoštevati želje staršev, če si prizadevajo za to, da naj bi prišlo do rojstva le enega otroka, namesto dveh, saj v skladu z Deklaracijo o etičnih vidikih embrijske redukcije, zdravniki tega ne bi upoštevali. Potrebno pa se je tudi izogibati nosečnostim s prevelikim številom zarodkom in starše seznaniti s tveganji, posegov pa brez njihovega dovoljenja ne bi smeli opravljati. Zdravniki so torej v skladu s to deklaracijo seznanjeni, do kod lahko omejujejo pravice pacientov, »tako da bi se izognili sporom z medicinskimi in etičnimi merili na tem občutljivem področju, ki ga je ustvarila sodobna medicina« (Dolenc 2019, 91).

### Pogled katoliške Cerkve na umetni splav
Z vprašanjem splava se srečuje sleherna civilizacija, a je splav nedvomno; in to še posebno v našem času pojav, ki je zelo pogost in lahko tudi rečemo, da postaja prava epidemija. Obstaja veliko državnih in svetovnih statistik, ki na leto po vsem svetu navajajo več deset milijonov splavov (Gosar 2004, 24). Stališče Katoliške Cerkve je med drugim tudi to, da izbrati splav pomeni, da ti je človeško življenje tuje oziroma ti ne pomeni vrednote in čeprav so medicinske raziskave potrdile tezo, da je zarodek oziroma embrio mikroskopsko človeško bitje že v prvih trenutkih svojega razvoja (Pismo škofov province Victoria 1985, 30), pa je le malo ureditev, ki so pravne narave in ki daje embriju absolutno pravico do življenja. Katoliška Cerkev je vedno učila, da je treba vsako »človeško življenje absolutno spoštovati in ščititi od trenutka spočetja naprej« (Didache 5; Barnabovo pismo 20; listina 1987, 52; Ratzinger 2005(1), 118). O sami problematiki splava so večkrat spregovorili tudi cerkveni dokumenti  (Pij IX. 1930, 562-592; Pavel VI. 1968,490). V okrožnici Evangelij življenja je papež Janez Pavel Drugi zapisal, da »hočejo nekateri splav opravičiti s trditvijo, da sadu spočetja vsaj določeno število dni še ne more imeti za osebno človeško življenje. V resnici pa se v trenutku, ko je jajčece oplojeno, začne življenje novega človeškega bitja« (Janez Pavel II. 1995, 60). Z strani Katoliške Cerkve je bilo vedno učeno, da mora biti človeški zarodek vse od začetka obravnavan kot oseba in ga moramo braniti v vsej njegovi celovitosti in ga tudi, kolikor je to le mogoče, negovati in zdraviti kot vsako drugo človeško bitje; iz tega pa izhaja logična izpeljava oziroma ugotovitev, da se za Katoliško Cerkev vsako človeško življenje začne z spočetjem, ker je človeško življenje Božji dar (Juhant 2003, 391). Po kanonskem pravu KC se stori kaznivo dejanje proti človeškemu življenju takrat, ko se »učinkovito oskrbi odpravo plodu« (KKC 2274).

## Pravna ureditev umetnega splava v Sloveniji
Slovenska zakonodaja je s sprejetjem 55. člena ustave RS omogočila staršem svobodno načrtovanje družine. Ker pa so ostali v veljavi še nekateri stari zakoni, ki so ženskam omogočali, da se ob svobodnem načrtovanju družine lahko odločijo tudi za splav, je 55. člen ustave postal predmet različnih interpretacij. Ker stari zakoni niso bili odpravljeni, je 55. člen ustave postal pravno legalna podlaga za splav v novi slovenski zakonodaji. Slovenska zakonodaja se s tem ni oddaljila samo od stare jugoslovanske zakonodaje, po kateri je bil splav prepovedan in kazniv, ampak tudi od katoliškega pogleda na življenje in problematiko splava (Pevec Rozman 2001, 509-512). Če na hitro pogledamo slovensko zakonodajo, zasledimo, da gre očitno za ignoriranje spoštovanja človekovega življenja od samega spočetja 515 dalje. Zakon o zdravstvenih ukrepih pri uresničevanju pravice do svobodnega odločanja o rojstvu otrok iz leta 1986 ni prinesel nobenih sprememb. Ponovno je poudaril pravico ženske do svobodnega odločanja o rojstvu otroka. V skladu s tem zakonom lahko vsaka nosečnica zahteva splav, če njena nosečnost še ne traja več kot deset tednov. Postopek za umetno prekinitev nosečnosti po desetem tednu nosečnosti pa vodijo in o zahtevi nosečnice odločajo komisije prve in druge stopnje za umetno prekinitev nosečnosti (ZZUUP-A 1986, 22. člen). Ženskam je tako zagotovljena pravica, da prekinejo svojo nosečnost, hkrati pa jim je zagotovljeno tudi sodno varstvo in tudi varstvo pred ustavnim sodiščem z ustavno pritožbo (Bošnjak 2004, 123-124). To pravico lahko ženska, ki se je odločila, da ne bo rodila, uporabi samo do desetega tedna nosečnosti. V tem času ji je treba na njeno zahtevo prekiniti nosečnost. Če pa nosečnost traja nad deset tednov, potem o prekinitvi nosečnosti razpravlja posebna komisija. Za prekinitev nosečnosti se odločijo, če je v nevarnosti življenje in zdravje nosečnice, oziroma, če je sama prekinitev nosečnosti manjše zlo od nevarnosti, ki grozi nosečnici ali otroku zaradi nadaljevanja nosečnosti in zaradi poroda. V medicinski praksi se je uveljavilo stališče, da se prekinitev nosečnosti, ki traja več kot dvajset tednov, ne sme opraviti, razen če je to potrebno zaradi varovanja življenja in zdravja nosečnice. Zakon o zakonski zvezi in družinskih razmerjih iz leta 1989 na primer obravnava vprašanje družine, vendar sploh ne omenja človeškega zarodka niti človeškega plodu. V skladu s tem zakonom zarodek in plod nista subjekta v družinsko pravnih razmerjih (ZZZDR 1989: 45 člen). Njun obstoj je odvisen predvsem od volje ženske, ki ju nosi (Pavčnik 1997, 92). Na pobudo Sveta Evrope je leta 1998 Slovenija ratificirala Konvencijo o varstvu človekovih pravic in dostojanstva človeškega bitja v zvezi z uporabo biologije in medicine. Kot sopodpisnica Konvencije se je tudi Slovenija zavzela za ustrezno varstvo zarodkov. Temna stran Konvencije je njena tiha podpora splavom, saj dopušča raziskave na zarodkih zunaj materinega telesa in vitro, čeprav prepoveduje ustvarjanje novih zarodkov v raziskovalne namene in trdi, da je ustvariti človeško bitje kršenje konvencije in zloraba biologije in medicine (MVCPB 1998, 18. člen; Mlinar 2000, 63-78). V začetku marca 2000 je stopil v veljavo Zakon o odvzemu in presaditvi delov človeškega telesa zaradi zdravljenja. Zakon govori o delih teles splavljenih zarodkov. Ti se smejo odvzeti za presaditev, če je ženska, ki je zarodek nosila, v to privolila. Tkiva zarodka se smejo odvzeti in uporabljati z odobritvijo medicinsko-etične komisije pri Ministrstvu za zdravstvo. Zdravnik, ki opravi prekinitev nosečnosti, ne sme sodelovati pri odvzemu ali presaditvi in ne sme biti povezan s temi postopki ali kakorkoli zainteresiran zanje (ZOPDCT 2000: 16. člen). Pravna oseba, ki bi ravnala v nasprotju s tem zakonom, se lahko kaznuje z denarno kaznijo (ZOPDCT 2000, 23. člen).

## Sklic
1. ↑  Grimes, D. A.; Benson, J.; Singh, S.; Romero, M.; Ganatra, B.; Okonofua, F. E.; Shah, I. H. (2006). »Nevarni splav: Pandemija, ki jo je možno preprečiti« (PDF). The Lancet. 368 (9550): 1908–1919. doi:10.1016/S0140-6736(06)69481-6. PMID 17126724.

Dolenc, Anton. Medicinska deontologija tri: Moj testament, Ljubljana 2019
Burke, Theresa; C. Reardon, David; Prepovedano žalovanje: Zamolčana bolečina splava, Ljubljana 2019
https://ucilnica2021.teof.uni-lj.si/pluginfile.php/5406/mod_resource/content/1/Schockenhoff_Etika%20%C5%BEivljenja_172_190.pdf
https://ucilnica2021.teof.uni-lj.si/pluginfile.php/5405/mod_resource/content/1/2007_102_BV_Ali%20potrebujemo%20novo%20etiko.pdf
https://ucilnica2021.teof.uni-lj.si/pluginfile.php/5409/mod_resource/content/1/Trontelj%20o%20evtanaziji_2003_37_4_253.pdf
https://ucilnica2021.teof.uni-lj.si/pluginfile.php/5410/mod_resource/content/1/Zwitter_2019_Evtanazija%2028_37.pdf
https://ucilnica2021.teof.uni-lj.si/pluginfile.php/6873/mod_resource/content/1/01%20Status%20nerojenega%20zivljenja.pdf
http://www.teof.uni-lj.si/uploads/File/BV/BV-07-4-02-SlatinekKaznivo.pdf
https://katoliska-cerkev.si/teoloski-vidiki-pisma-papeza-franciska-o-podeljevanju-odveze-za-hoteni-splav